# Прохорова, Ольга Ефимовна
О́льга Ефи́мовна Про́хорова (род. 24 марта 1948) — советская и канадская актриса.

## Биография
Ольга Прохорова родилась 24 марта 1948 года в Сталинграде в семье артистов оперетты. Вскоре после рождения Ольги, ее родителей пригласили работать в Рижский театр оперетты. Так семья Прохоровых переехала жить в Латвию. В возрасте 14 лет начала сниматься в научно-популярных фильмах Рижской киностудии. Окончила рижскую балетную школу, а потом Рижское музыкальное училище. В 1971 году окончила актёрский факультет ВГИКа (мастерская С. Герасимова, Т. Макаровой). С 1969 года стала сниматься в кино, была весьма популярна в 1970-е гг.

### Личная жизнь
Была замужем за кинорежиссёром Алексеем Салтыковым, который регулярно снимал  её в своих картинах вплоть до 1982 года. В 1984 году актриса эмигрировала в Канаду со своим новым мужем-дипломатом.
Ещё через 10 лет переехала в США. В настоящее время[когда?] живёт в Калифорнии в г. Лос-Анджелесе.

## Фильмография
- 1969 — У озера
- 1971 — Егор Булычов и другие — Таисья, монашка
- 1972 — Освобождение. Фильмы 4 и 5. Битва за Берлин. Последний штурм — немка в Берлине
- 1972 — Любить человека — Света, молодой архитектор
- 1972 — Сибирячка — Катя Лопарёва
- 1972 — Доверие — Наталья
- 1973 — Возврата нет — Ирина Алексеевна
- 1975 — Семья Ивановых — Людмила Иванова
- 1978 — Емельян Пугачёв — Устинья Пугачёва
- 1979 — Задача с тремя неизвестными — Валентина Прилепская
- 1982 — Полынь — трава горькая — Маша
- 1987 — Видимые вещи / Seeing Things — Люсинда
- 1993 — Странные горизонты / Strange Horizons — Инопланетянка
- 2023 — Варвара / Varvara[3] — Aлла Ивановна